# Chromadorina germanica
Chromadorina germanica är en rundmaskart som först beskrevs av Butschli 1874.  Chromadorina germanica ingår i släktet Chromadorina och familjen Chromadoridae. Arten är reproducerande i Sverige. Inga underarter finns listade i Catalogue of Life.